# Saint-Georges-d'Espéranche
Pour les articles homonymes, voir Saint-Georges, Saint Georges (homonymie) et Georges.
Saint-Georges-d'Espéranche est une commune française située dans le département de l'Isère, en région Auvergne-Rhône-Alpes.
Autrefois rattachée à la province du Dauphiné, désormais membre de Collines Isère Nord Communauté, la commune fait également partie de l'aire urbaine de Lyon et ses habitants sont dénommés les Saint-Georgeois.

## Géographie

### Situation et description

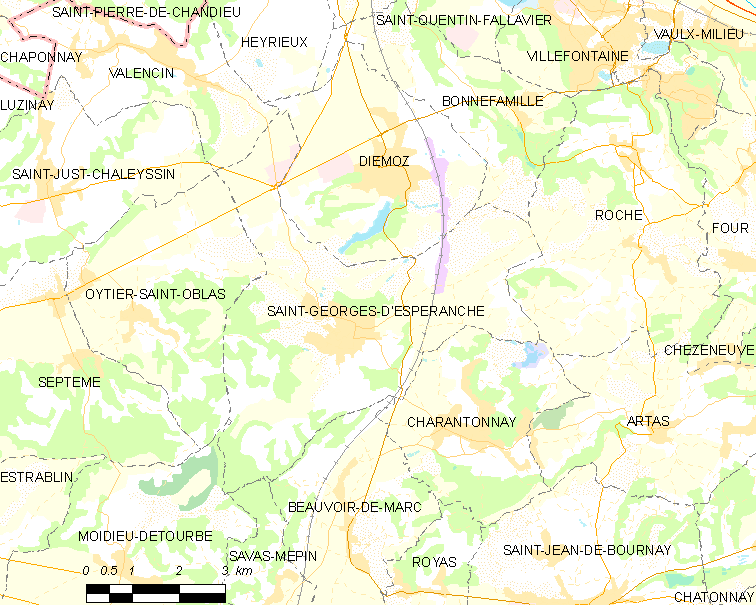
Saint-Georges-d'Espéranche et les communes avoisinantes.

Saint-Georges-d'Espéranche est située (par la route) à 38 kilomètres au sud-est de Lyon, préfecture de la région Auvergne-Rhône-Alpes, à mi-chemin entre Vienne et Bourgoin-Jallieu. La cité est également distante de 90 kilomètres de Grenoble, préfecture du département de l'Isère ainsi que de 306 kilomètres de Marseille et 508 kilomètres de Paris.
Le bourg central est installé sur un petit plateau, dans une région de collines morainiques résiduelles d'un ancien glacier, les « Terres froides » du Bas-Dauphiné. Le territoire communal s'étend sur les plaines qui l'entourent, au nord-ouest (plaine de Lafayette) et à l'est (plaine de l'Amballon).

### Communes limitrophes
| Valencin / Saint-Just-Chaleyssin | Diemoz                         | Bonnefamille |
| Oytier-Saint-Oblas               | Saint-Georges-d'Espéranche     | Roche        |
| Moidieu-Détourbe                 | Savas-Mépin / Beauvoir-de-Marc | Charantonnay |

### Hydrographie
Le territoire communal est sillonné par plusieurs cours d'eau dont la Charantonge, le By, le ruisseau de Pérauche et le torrent de Pétrier.

### Climat
Pour des articles plus généraux, voir Climat d'Auvergne-Rhône-Alpes et Climat de l'Isère.
En 2010, le climat de la commune est de type climat océanique altéré, selon une étude du Centre national de la recherche scientifique s'appuyant sur une série de données couvrant la période 1971-2000. En 2020, Météo-France publie une typologie des climats de la France métropolitaine dans laquelle la commune est dans une zone de transition entre le climat semi-continental et le climat de montagne et est dans la région climatique Moyenne vallée du Rhône, caractérisée par un bon ensoleillement en été (fraction d’insolation > 60 %), une forte amplitude thermique annuelle (4 à 20 °C), un air sec en toutes saisons, orageux en été, des vents forts (mistral), une pluviométrie élevée en automne (250 à 300 mm). 
Pour la période 1971-2000, la température annuelle moyenne est de 11,1 °C, avec une amplitude thermique annuelle de 17,6 °C. Le cumul annuel moyen de précipitations est de 960 mm, avec 9 jours de précipitations en janvier et 7 jours en juillet. Pour la période 1991-2020, la température moyenne annuelle observée sur la station météorologique de Météo-France la plus proche, « Luzinay », sur la commune de Luzinay à 10 km à vol d'oiseau, est de 12,7 °C et le cumul annuel moyen de précipitations est de 928,1 mm,. Pour l'avenir, les paramètres climatiques de la commune estimés pour 2050 selon différents scénarios d'émission de gaz à effet de serre sont consultables sur un site dédié publié par Météo-France en novembre 2022.

### Voies de communications

#### Voies routières
Le territoire de la commune reste à l'écart des principaux axes de circulation de la région.

#### Liaisons ferroviaires
Bien que le territoire de la commune soit traversé par la voie ferrée LGV Rhône-Alpes, la commune ne possède aucune gare en service sur son territoire. Le bâtiment voyageur de l'ancienne gare est désormais habité.

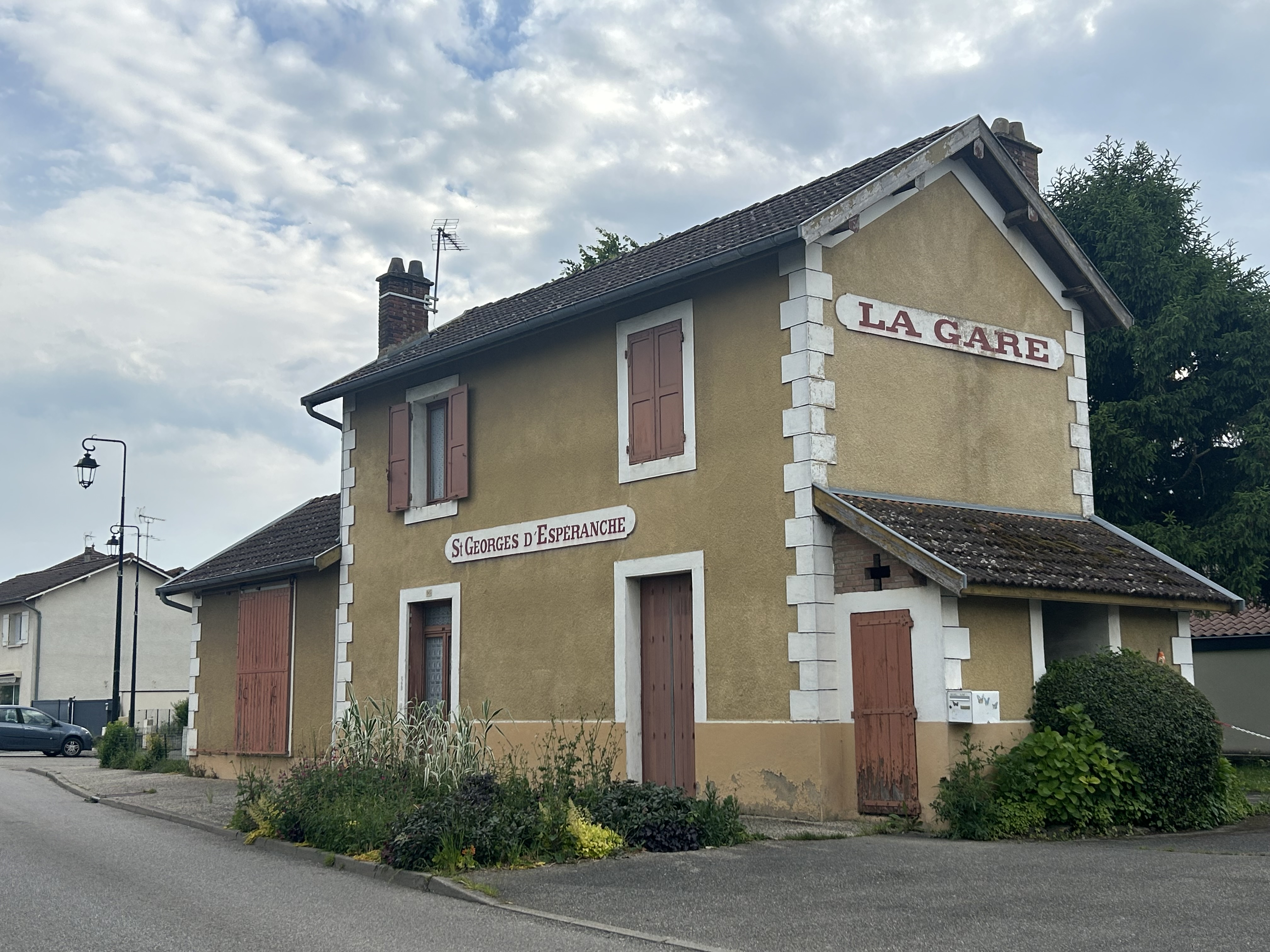
L’ancienne gare.

Les gares ferroviaires les plus proches de la commune sont celles de Vienne et de L'Isle-d'Abeau toutes les deux desservies par des trains TER Auvergne-Rhône-Alpes, permettant de rejoindre la ville de Lyon.

## Urbanisme

### Typologie
Au 1er janvier 2024, Saint-Georges-d'Espéranche est catégorisée bourg rural, selon la nouvelle grille communale de densité à sept niveaux définie par l'Insee en 2022.
Elle appartient à l'unité urbaine de Saint-Georges-d'Espéranche, une unité urbaine monocommunale constituant une ville isolée,. Par ailleurs la commune fait partie de l'aire d'attraction de Lyon, dont elle est une commune de la couronne,. Cette aire, qui regroupe 397 communes, est catégorisée dans les aires de 700 000 habitants ou plus (hors Paris),.

### Occupation des sols
L'occupation des sols de la commune, telle qu'elle ressort de la base de données européenne d’occupation biophysique des sols Corine Land Cover (CLC), est marquée par l'importance des territoires agricoles (74 % en 2018), une proportion sensiblement équivalente à celle de 1990 (74,7 %). La répartition détaillée en 2018 est la suivante : 
terres arables (37 %), zones agricoles hétérogènes (29,9 %), forêts (15,8 %), prairies (7,2 %), zones urbanisées (6,6 %), zones industrielles ou commerciales et réseaux de communication (3,5 %). L'évolution de l’occupation des sols de la commune et de ses infrastructures peut être observée sur les différentes représentations cartographiques du territoire : la carte de Cassini (XVIIIe siècle), la carte d'état-major (1820-1866) et les cartes ou photos aériennes de l'IGN pour la période actuelle (1950 à aujourd'hui).

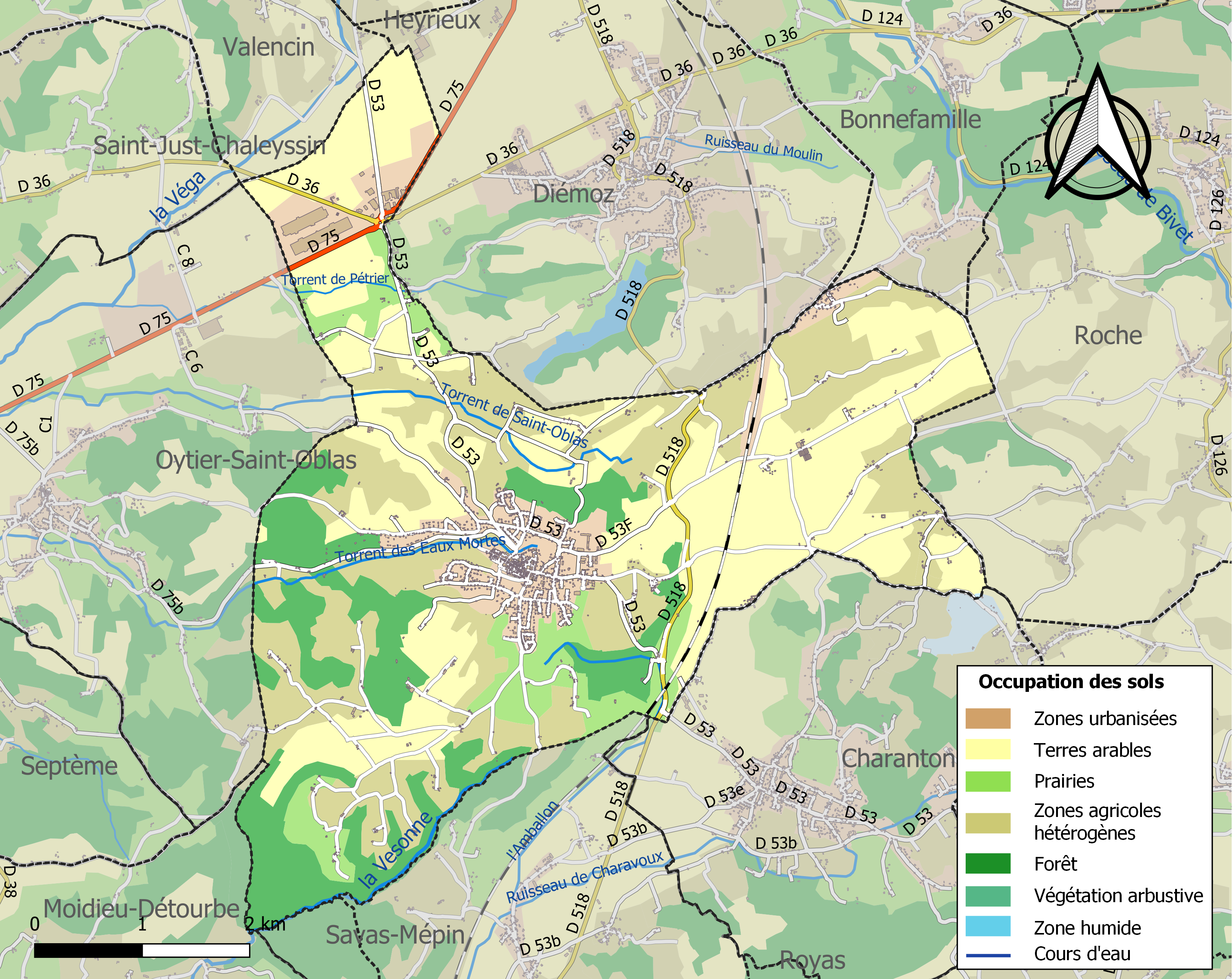
Carte des infrastructures et de l'occupation des sols de la commune en 2018 (CLC).

### Hameaux lieux-dits et écarts
Voici, ci-dessous, la liste la plus complète possible des divers hameaux, quartiers et lieux-dits résidentiels urbains comme ruraux qui composent le territoire de la commune de Saint-Georges-d'Espéranche, présentés selon les références toponymiques fournies par le site géoportail de l'Institut géographique national. 
| - Plaine de Lafayette - Domaine Guinet - Lafayette - le Mollard - la Grange Haute - le Fayet - le Mollard - San Vit - Combe Rousse | - la Grand Maison - les Cavetières - la Chèvre - le Brachet - le Bois Doncieu - Maison Quemin - la Portarie - Ferme Mellat - Sur la Ville | - le Château Tillet - la Serra - les Chataigniers - la Grange Jassy - la Frizonnière - les Voiries - Malatrait - Langot - Grand-Vie | - Jacqueron - Maison Olagnon - les Combes - le Barret - le Pillon - l'Amballon - le Blanchon - le Plessy - le Revoireau | - le Guillolet - le Bois - la Bambannière - la Beaume - Combe Noire - le Galot - Maison Bourguignon - Maison Galamand - Maison Jacquier |

### Risques naturels et technologiques majeurs

#### Risques sismiques
L'ensemble du territoire de la commune de Saint-Georges-d'Espéranche est situé en zone de sismicité n°3 (sur une échelle de 1 à 5), comme la plupart des communes de son secteur géographique.
| Type de zone | Niveau            | Définitions (bâtiment à risque normal) |
| ------------ | ----------------- | -------------------------------------- |
| Zone 3       | Sismicité modérée | accélération = 1,1 m/s2                |

## Toponymie
La commune porte un nom double entrainant, de fait, une double signification :
Saint-Georges
Le toponyme Saint-Georges pourrait provenir du dépôt en un lieu proche des reliques du saint évêque Georges de Vienne, mises en sécurité lors de l'attaque de Vienne par les Sarrasins en l'an 737.
Espéranche
L'Espéranche associée à ce toponyme réfère à la proximité d'un ruisseau nommé la Péranche (« Saint-Georges-ès-Péranche »).
Selon André Planck, auteur d'un livre sur la toponymie des communes de l'Isère, le nom d'Espéranche serait lié au nom d'une plante médicinale, la pervenche.

## Histoire

### Moyen Âge
La plus ancienne mention de Saint-Georges-d'Espéranche date du IXe siècle. Dans une charte de l'église de Vienne datant de l'an 857, il est fait mention d'une « Terra Castellum Deperenchi, Terra Sant Georgii » (« Terre du château Depéranche, Terre de Saint-Georges »). On retrouve ce toponyme au XIIIe siècle sous une forme identique.
Au début du XIIe siècle, les moines de l'abbaye de Bonnevaux (située entre Saint-Jean-de-Bournay et Lieudieu) développent au nord-est du lieudit Saint-Georges un vaste territoire appelé « Grange de Péranche ». En 1250, Pierre de Savoie, frère du comte de Savoie Amédée IV, achète le hameau de Saint-Georges et la grange de Péranche, et fait de la « ville neuve de Saint-Georges » une résidence, qu'il entoure de murailles. Avant 1257, l'archevêque Philippe de Savoie édifie une villa nova qu'il fait fortifier. Les travaux se terminent vers 1275. Le château est s'organise avec 4 tours octogonales, qui sera jusqu'en 1355 la résidence d'été de la maison de Savoie,. Les travaux sont menés par Jacques de Saint-Georges, dit Maître Jacques, qui a déjà construit des châteaux en pays savoyard, et qui travaillera plus tard pour le roi d’Angleterre Édouard Ier, et deviendra « maître des travaux du roi pour le pays de Galles ». Plusieurs souverains et des papes séjournent à Saint-Georges, des traités y sont signés.
En 1280, Philippe Ier de Savoie devenu comte octroie aux habitants les franchises de Lyon (libertas Lugduni). Ils obtiennent du nouveau comte Amédée V de Savoie une charte des franchises entre 1291-1292. Celle-ci est confirmée en 1331 par le comte Aymon de Savoie.
Le traité de Paris (1355), qui suit le « transport » du Dauphiné à la couronne de France, donne à la France les possessions dauphinoises de la maison de Savoie : Saint-Georges est désormais français. C'est alors un important centre commercial. Les halles sont construites. Mais en 1360 la population paie un lourd tribut à la grande peste : 30 % de morts, et des familles entières disparues. Le château change de mains plusieurs fois. Seule la famille de Poisieu en gardera la propriété pendant plus de cent ans.

### Temps modernes
En 1562, l’église est pillée par le baron des Adrets. En 1680, l’église est dotée d'un clocher-tour de 6 mètres de côté et de 17 mètres de hauteur, bâti en molasse.

### Époque contemporaine

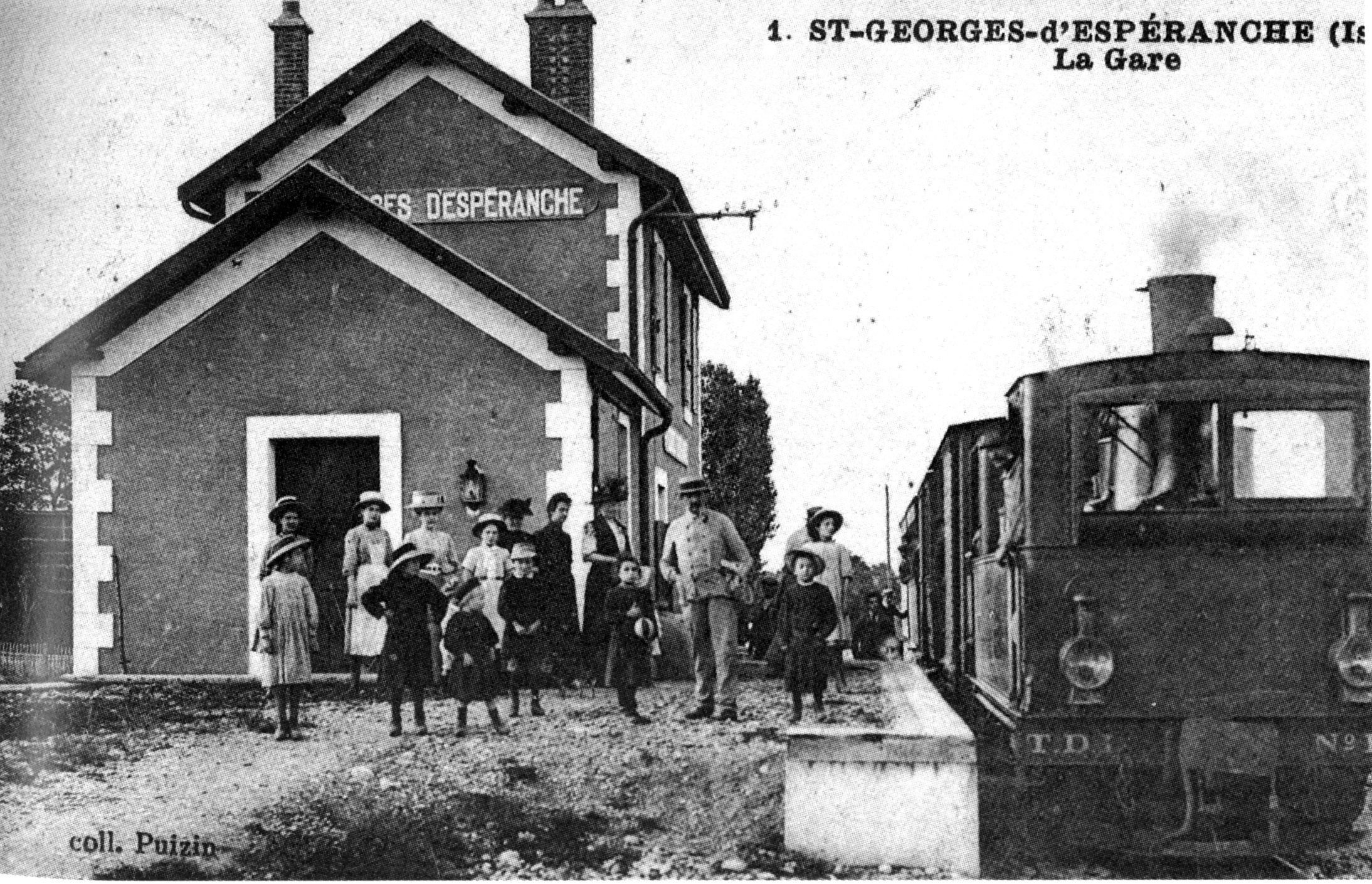
La gare vers 1925.

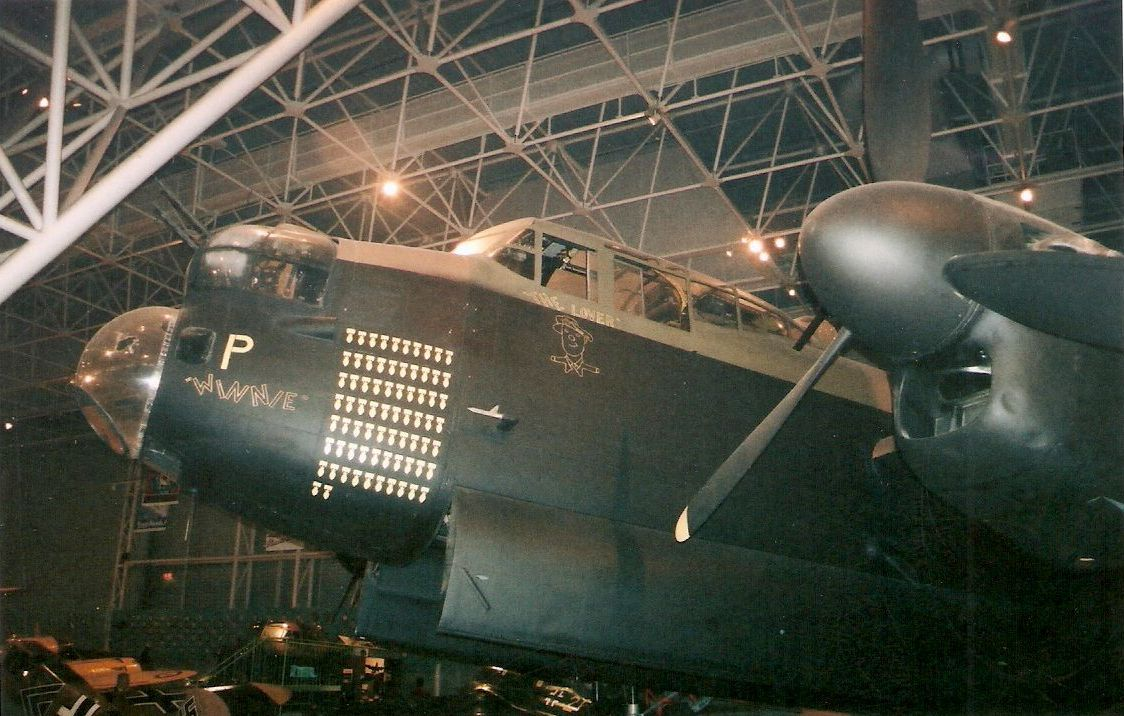
Un bombardier Lancaster similaire à l'avion s'étant écrasé dans le village en 1943.

À la Révolution, les droits de propriété sont solennellement brûlés sur la place du village, mais, sur rapport du citoyen Chabord, ingénieur des Ponts et chaussées au Département de l'Isère, en date du « 20 fructidor de l'an deuxième de la république française une et indivisible » (11 septembre 1794), le château ne sera pas totalement détruit, afin de conserver les douves, dont l'eau est indispensable aux habitants « pour abreuver leurs bestiaux, laver leur linge, pour éteindre les incendies ».
En 1829, le général de La Fayette, en campagne contre le gouvernement de Charles X, est de passage dans la région. Les habitants organisent au pied du village, sur la route de Vienne, au lieudit Mongolet, une fête qui durera trois jours ; depuis, ce carrefour a pris le nom de La Fayette, avec son auberge.
En 1880, la commune se dote d'une école de garçons, dix ans plus tard d'une école de filles, et en 1893, d'une nouvelle école qui délivre un diplôme de greffage de la vigne, car les vignes sont victimes du phylloxéra. En 1886 le cimetière, qui jouxtait l'église, est réinstallé sur un petit sommet venté. À la fin du siècle, le château est abaissé d’un étage, une tour s'écroule, et la seule tour restante est tronquée. La vieille église menaçant ruine, une nouvelle est construite en 1903. Les murs forts du château sont abattus, les pierres vendues aux villageois, et la place du village est créée.
En 1909, la commune est reliée à Lyon et à Saint-Marcellin via La Côte-Saint-André par un chemin de fer à voie étroite géré par les Tramways de l'Ouest du Dauphiné (TOD), puis Voies Ferrées du Dauphiné (VFD). Les autocars les remplaceront en 1937. L'électricité est installée en 1920 et l'eau courante en 1927.
Un fait notable est survenu durant la Seconde Guerre mondiale. Un bombardier de type Lancaster de la Royal Air Force était abattu par la défense antiaérienne allemande dans la nuit du 17 septembre 1943 et celui-ci s’écrase à proximité du centre du village (site du bois du Revoireau). Un monument a été édifié par la mairie en hommage aux soldats britanniques morts ce soir là.

## Politique et administration

### Liste des maires
| Période                                  | Période      | Identité          | Étiquette | Qualité                    |
| ---------------------------------------- | ------------ | ----------------- | --------- | -------------------------- |
| 1884                                     | 1888         | Alphonse Vachon   |           | Industriel                 |
| mai 1925                                 | janvier 1927 | Camille Latreille |           | Professeur d'université    |
| 1945                                     | 1950         | Joannès Rigard    |           |                            |
| 1965                                     | 1977         | Maurice Odet      |           |                            |
| mars 1983                                | mai 2020     | Camille Lassalle  | DVD       | Retraité fonction publique |
| mai 2020                                 | En cours     | Brigitte Groix    |           |                            |
| Les données manquantes sont à compléter. |              |                   |           |                            |

## Population et société

### Démographie
L'évolution du nombre d'habitants est connue à travers les recensements de la population effectués dans la commune depuis 1793. Pour les communes de moins de 10 000 habitants, une enquête de recensement portant sur toute la population est réalisée tous les cinq ans, les populations de référence des années intermédiaires étant quant à elles estimées par interpolation ou extrapolation. Pour la commune, le premier recensement exhaustif entrant dans le cadre du nouveau dispositif a été réalisé en 2004.

En 2022, la commune comptait 3 500 habitants, en évolution de +5,71 % par rapport à 2016 (Isère : +3,07 %, France hors Mayotte : +2,11 %).
| 1793  | 1800  | 1806  | 1821  | 1831  | 1836  | 1841  | 1846  | 1851  |
| ----- | ----- | ----- | ----- | ----- | ----- | ----- | ----- | ----- |
| 1 600 | 1 620 | 1 640 | 1 895 | 2 872 | 2 078 | 2 248 | 2 403 | 2 290 |

| 1856  | 1861  | 1866  | 1872  | 1876  | 1881  | 1886  | 1891  | 1896  |
| ----- | ----- | ----- | ----- | ----- | ----- | ----- | ----- | ----- |
| 2 209 | 2 247 | 2 259 | 2 226 | 1 868 | 1 854 | 1 819 | 1 761 | 1 688 |

| 1901  | 1906  | 1911  | 1921  | 1926  | 1931  | 1936  | 1946  | 1954  |
| ----- | ----- | ----- | ----- | ----- | ----- | ----- | ----- | ----- |
| 1 671 | 1 570 | 1 542 | 1 322 | 1 336 | 1 354 | 1 223 | 1 272 | 1 249 |

| 1962  | 1968  | 1975  | 1982  | 1990  | 1999  | 2004  | 2006  | 2009  |
| ----- | ----- | ----- | ----- | ----- | ----- | ----- | ----- | ----- |
| 1 369 | 1 411 | 1 589 | 1 981 | 2 221 | 2 840 | 2 982 | 2 976 | 3 092 |

| 2014  | 2019  | 2022  | - | - | - | - | - | - |
| ----- | ----- | ----- | - | - | - | - | - | - |
| 3 302 | 3 439 | 3 500 | - | - | - | - | - | - |

### Enseignement
La commune est rattachée à l'académie de Grenoble.
Ouvert en 1996, le collège accueille 507 élèves des communes de Saint-Georges, Charantonnay, Oytier-Saint-Oblas ; le collège accueille également un groupe d'élèves à besoins éducatifs particuliers (IME).

### Médias
Presse régionale
Historiquement, le quotidien à grand tirage Le Dauphiné libéré consacre, chaque jour, y compris le dimanche, dans son édition du Nord-Isère, un ou plusieurs articles à l'actualité du canton et quelquefois de la commune, ainsi que des informations sur les éventuelles manifestations locales, les travaux routiers, et autres événements divers à caractère local.

### Cultes
La communauté catholique et l'église de Saint-Georges-d'Espéranche (propriété de la commune) dépendent de la paroisse Saint Hugues de Bonnevaux (relais Saint-Georges) qui est, elle-même, rattachée au diocèse de Grenoble-Vienne.

## Culture locale et patrimoine

### Lieux et monuments

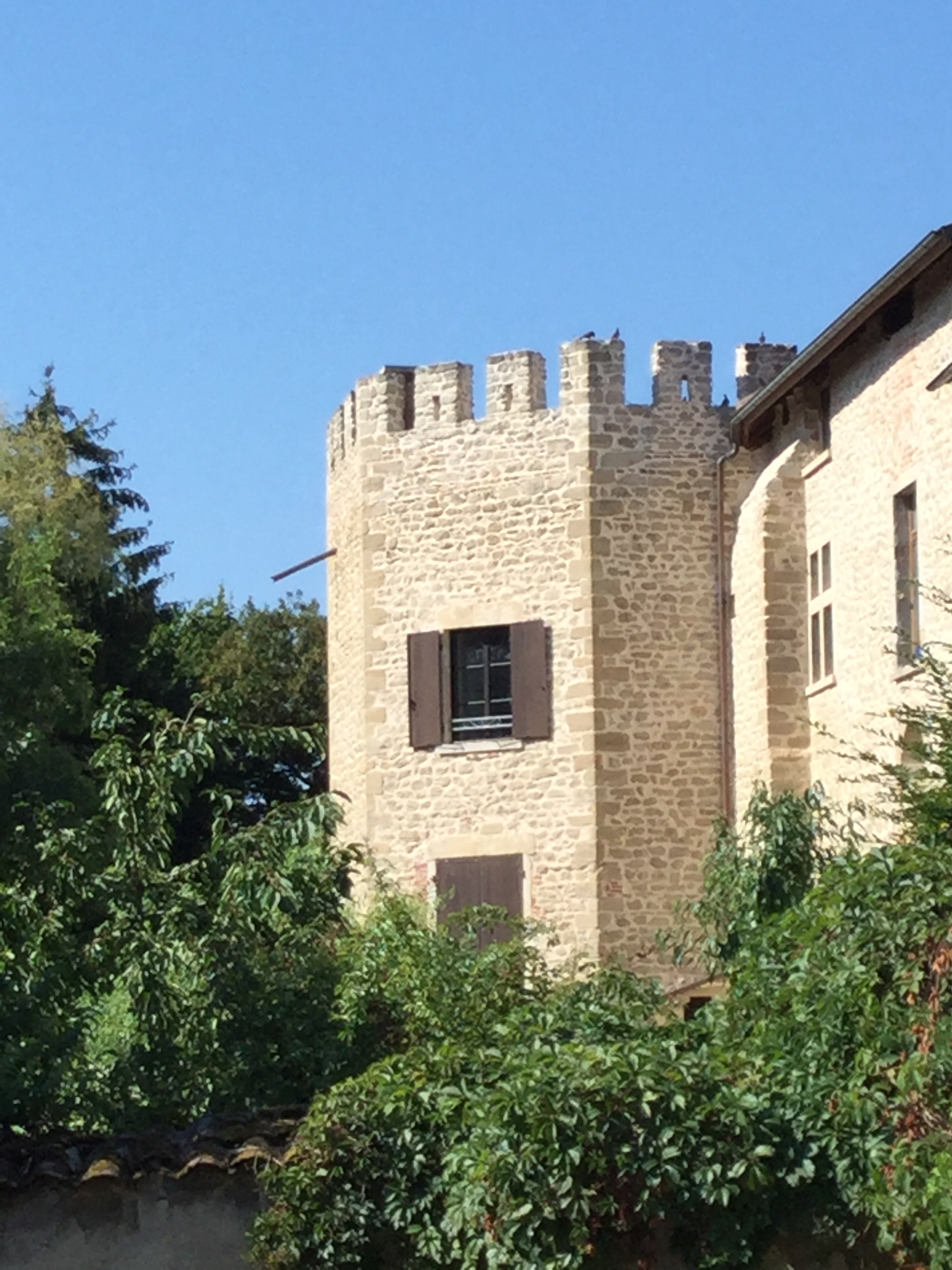
La tour du vieux château.

- La grange du Guillolet fait l'objet d'une inscription au titre des monuments historiques par arrêté du 14 mai 1993[31].
- Église Saint-Georges de Saint-Georges-d'Espéranche.
- L'immeuble (bâtiment civil en brique) du 8 rue de la Serve du Pont, au lieu-dit Fond de Ville, est inscrit partiellement au titre des monuments historiques par arrêté du 22 septembre 1994 : les façades seules du XIIIe siècle sont protégées[32].
- Les vestiges du château comtal de Saint-Georges-d'Espéranche (palacium S. Georgii), cité au XIIIe siècle[33], qui fut l'une des résidences des comtes de Savoie de 1275 à 1355[21].
- L'ancienne gare du tramway est située avenue de la gare.

### Espaces verts et fleurissement
En mars 2017, la commune confirme le niveau « deux fleurs » au concours des villes et villages fleuris, ce label récompense le fleurissement de la commune au titre de l'année 2016.

### Personnalités liées à la commune
- Maitre Jacques (1235-1309), est l'architecte du château de Saint-Georges-d'Espéranche[35].
- Jean-Nicolas Laverlochère (1813-1884), né à Saint-Georges-d'Espéranche, est un religieux oblat, missionnaire au Canada, responsable de l’œuvre de la Propagation de la Foi chez les Indiens du Nord-Canada ; une ville du Québec porte son nom[36].
- Camille Latreille (1870-1927), né à Saint-Georges-d'Espéranche et maire de la commune en 1926, est un professeur de littérature à la faculté des lettres de Lyon et auteur de nombreux ouvrages érudits ; il est le père de l'historien André Latreille, qui a lui-même souvent séjourné à Saint-Georges dans la maison familiale.
- Abbé Chaperon (1877-1951), né à Saint-Georges-d'Espéranche, est un prêtre catholique français, aumônier militaire, qui a fondé l’orphelinat « Notre Montagne ».
- Henri Gil-Marchex (1892-1970), né à Saint-Georges-d'Espéranche, pianiste et compositeur.
- Émilienne Lotte (1916-2016), née à Saint-Georges-d'Espéranche, est l'épouse de Paulo Picasso, premier fils de Picasso. Elle est la mère de Pablito et de Marina Picasso, héritière de la dynastie Picasso[37].

### Héraldique, logotype et devise
| Blason de Saint-Georges-d'Espéranche | Blason  | Tiercé en barre, au premier de gueules à la croix d'argent ; au deuxième d'azur chargé en chef de Saint Georges d'or monté sur un cheval d'argent terrassant d'une lance de sable un dragon de gueules et d'argent, en pointe un chêne planté de sinople ; au troisième d'or au dauphin d'azur, barbé, oreillé, crêté et peautré de gueules. |
| Blason de Saint-Georges-d'Espéranche | Détails | Le statut officiel du blason reste à déterminer. |